# Fraat III.
Fraat III. Partski (perzijsko فرهاد سوم‎), veliki kralj (šah), ki je nasledil svojega očeta  Sanatruka I.  in vladal Partskemu cesarstvu od leta 70 do 57 pr. n. št.. Zaradi njegovih kovancev, ki so bili idealni predvsem za pomorščake, so ga imenovali Bog. Kovanci so bili namreč samo prevlečeni z zlatom, zato so jih v tujini imeli za vrednejše, kot so v resnici bili. * ni znano, † okoli 57 pr. n. št..
Ko je Fraat leta 70 pr. n. št. prišel na partski prestol, je rimski vojskovodja Lukul pripravljal napad na armenskega kralja Tigrana Velikega, ki je bil najmočnejši vladar v zahodni Aziji in je Partskemu cesarstvu iztrgal Mezopotamijo in nekaj drugih vazalnih držav. Fraat je zato odklonil zvezo z Mitridatom VI. Pontskim in Tigranom Velikim proti Rimljanom. Namesto tega je podprl svojega zeta Tigrana mlajšega, ko se je uprl svojemu očetu, in leta 65 pr. n. št. skupaj s Pompejem, ki je Partom prepustil Mezopotamijo, napadel Armenijo. Pompej je kmalu prekinil zvezo, priznal Tigrana starejšega, aretiral njegovega sina, zasedel vazalni državi Gordjeno in Osroeno in Fraatu zanikal naziv kralja kraljev, ki si ga je sam nadel. 
Fraata sta okoli leta 57 pr. n. št. umorila njegova sinova Orod II. in Mitridat III.